# Tàu thuyền đánh bắt hải sản

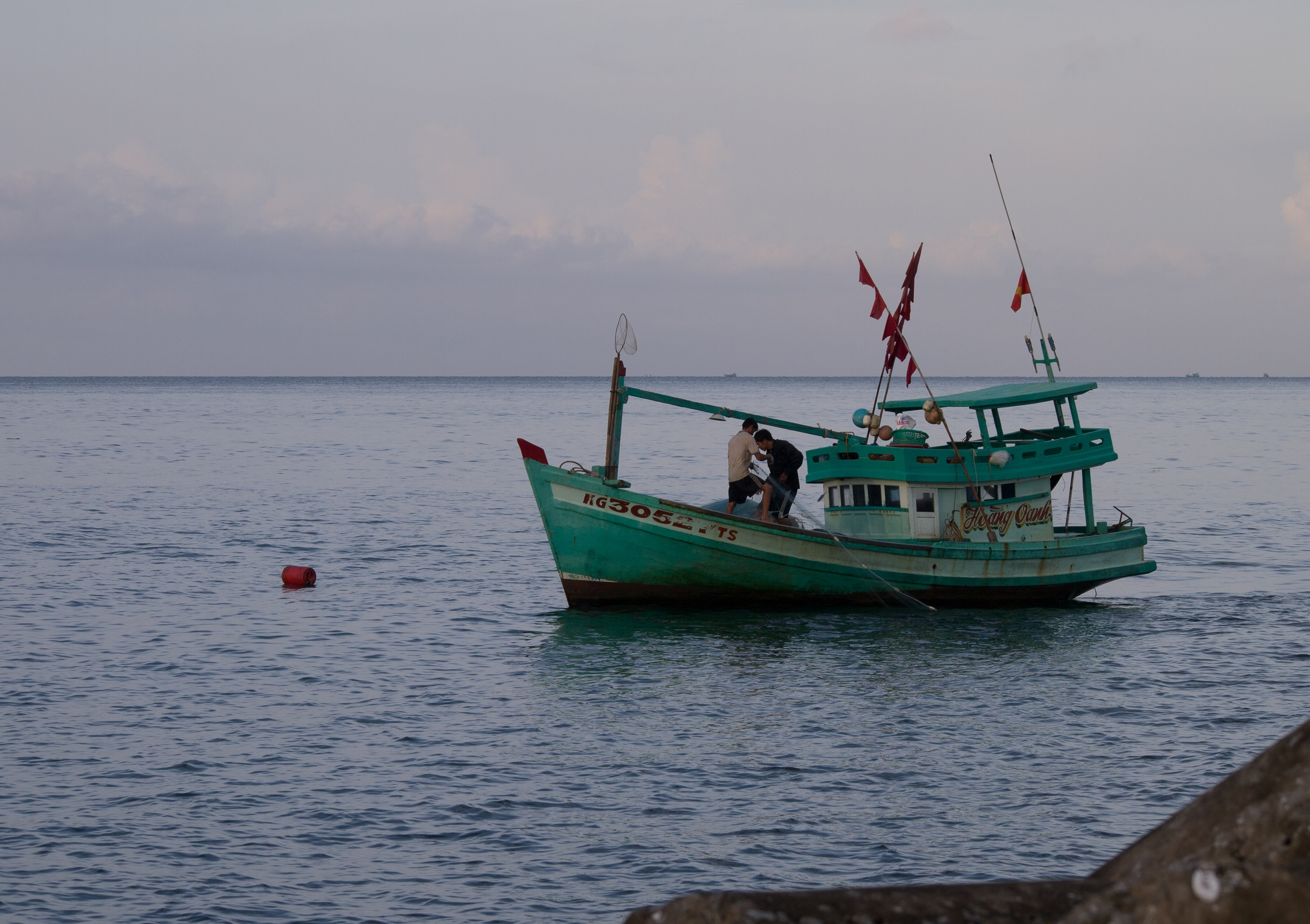
Thuyền đánh bắt hải sản của Việt Nam ở đảo Phú Quốc.

Tàu thuyền đánh bắt hải sản chỉ đến tất cả các loại thuyền, ghe, xuồng, hoặc phương tiện giao thông đường thủy khác được sử dụng làm phương tiện đánh bắt hải sản ở biển, hồ hoặc sông ngòi. Có nhiều loại thuyền đánh cá khác nhau được sử dụng trong việc đánh bắt hải sản thương mại, đánh bắt hải sản truyền thống và đánh bắt hải sản vì mục đích giải trí.
Theo tổ chức Lương nông Thế giới FAO, vào năm 2002, có khoảng 4 triệu thuyền đánh bắt hải sản vì mục đích thương mại. Trong đó có khoảng 1.3 triệu tàu được trang bị với các khoang kín. Hầu hết các tàu loại này đều được máy móc hóa và có khoảng 40000 tàu có độ rẽ nước trên 100 tấn. Khoảng 2/3 lượng tàu còn lại là các tàu thô sơ với các khoan mở, được di chuyển bằng buồm và chèo. Những loại tàu kiểu này được sử dụng trong ngành đánh bắt hải sản truyền thống.
Về lượng tàu thuyền đánh bắt hải sản cho mục đích giải trí thì thật khó ước đoán. Vì bất cứ con tàu nào, từ ghe nhỏ cho tới những con tàu to được trang bị chân vịt đều có thể được sử dụng để đánh bắt hải sản song song với những mục đích khác.
Ít có tiêu chuẩn chung về tàu thuyền đánh cá. Thiết kế thông thường sẽ khác nhau tùy theo quốc gia và hãng đóng thuyền. Trước đây và tới hiện tại các con thuyền thường được đóng bằng gỗ nhưng hiện nay người ta đang có xu hướng thay thế gỗ bằng những vật liệu khác như sợi thủy tinh, nhôm, thép để tăng độ bền và tuổi thọ. Thường thì những con tàu dưới 100 tấn sẽ dùng sợi thủy tinh, trong khi những con tàu nặng hơn sẽ dùng kim loại như thép chẳng hạn.
Ở Việt Nam, tại thời điểm 2013, có khoảng 100.000 tàu thuyền đánh bắt hải sản với trên 95% trong số này là các loại tàu được làm từ gỗ. Hiện tại chính phủ Việt Nam có nhiều chính sách khuyến khích và giúp đỡ ngư dân chuyển biến dùng và cải thiện những con tàu gỗ với chất liệu sợi thủy tinh composite. Hiện nay Ngành tàu thủy Việt Nam Ngày càng phát triển mạnh. Và có vô số các loại tàu như: Tàu đánh cá, tàu hàng khô, tàu chở oto, tàu nạo vét. Tất cả đều đáp ứng cho ngành công nghiệp phát triển của nước ta.
 Hiện nay Ngành tàu thủy Việt Nam Ngày càng phát triển mạnh. Và có vô số các loại tàu như: Tàu đánh cá, tàu hàng khô, tàu chở oto, tàu nạo vét. Tất cả đều đáp ứng cho ngành công nghiệp phát triển của nước ta.